# 阿特里主教座堂

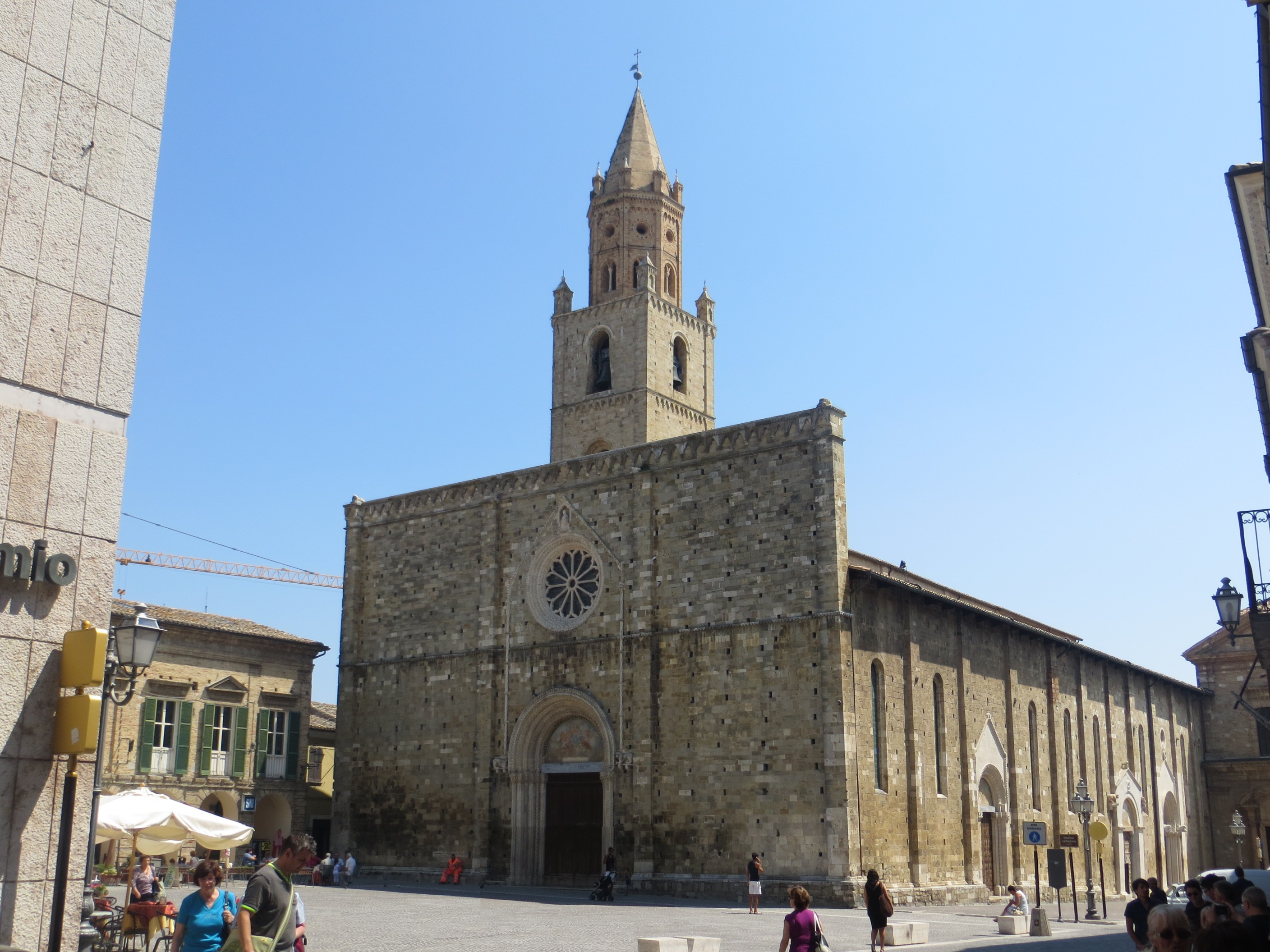
阿特里主教座堂

阿特里主教座堂（義大利語：Basilica concattedrale di Santa Maria Assunta; Duomo di Atri）是意大利阿布魯佐大區泰拉莫省城市阿特里的一座羅馬天主教的主教座堂。這座教堂自1251年開始就是天主教阿特里教區（現併入天主教泰拉莫-阿特里教區）的主教座堂。現在的教堂建築奉獻於1223年。
42°34′49″N 13°58′43″E / 42.580276°N 13.978737°E